# Ni1 Sagittarii
Ni¹ Sagittarii (ν¹ Sgr) – gwiazda w gwiazdozbiorze Strzelca, odległa o około 1120 lat świetlnych od Słońca.

## Nazwa
Gwiazda ta ma tradycyjną nazwę Ainalrami, która wywodzi się od arabskiego ‏عين الرامي‎ ʽain ar-rāmī, „oko łucznika”. Dawniej była używana dla tej gwiazdy i sąsiedniej Ni² Sagittarii, ale Międzynarodowa Unia Astronomiczna w 2017 roku formalnie zatwierdziła użycie tej nazwy dla określenia tylko pierwszej z nich.

## Charakterystyka
Klaudiusz Ptolemeusz w dziele Almagest opisał parę ν¹ i ν² Sgr jako gwiazdę podwójną, ale paralaksa i ruch własny tych gwiazd są zupełnie inne i nie są one związane grawitacyjnie. Ni¹ Sagittarii okazuje się być jednak gwiazdą potrójną. Główny składnik (A) to jasny olbrzym (lub nadolbrzym) reprezentujący typ widmowy K. Jest to gwiazda spektroskopowo podwójna; jej towarzyszka jest gorętszą, białą gwiazdą typu widmowego B9. Gwiazdy te okrążają środek masy w okresie 370 dni po ekscentrycznych orbitach. Trzeci składnik (B) o wielkości gwiazdowej 10,8m jest odległy o 2,5 sekundy kątowej (pomiar z 1930 r.) od centralnej pary. Ponadto gwiazdom towarzyszy jeszcze jeden optyczny składnik C o wielkości 11,21m, oddalony od olbrzyma o 27,5″ (pomiar z 1999 r.).